# Mount Hagen
Mount Hagen je město ve vnitrozemí Papuy Nové Guiney. Je hlavním městem provincie Western Highlands a s více než čtyřiceti tisíci obyvateli je třetím největším městem země po Port Moresby a Lae. Leží v hustě zalidněném úrodném údolí Wahgi v nadmořské výšce 1 677 m.
V roce 1933 přistáli v této oblasti obklopené horami jako první běloši v historii bratři Mick a Don Leahyovi. Založili zde letiště a osadu s vojenskou stanicí, která se stala správním centrem pro domorodé kmeny v okolí. Pojmenovali ji podle nedaleké sopky. Od roku 1966 je město sídlem katolické diecéze, povýšené roku 1982 na arcidiecézi.
Město má mezinárodní letiště na předměstí Kagamuga, silnice Highlands Highway je spojuje s přímořskými městy Lae a Madang. Pro turisty je město základnou, odkud pořádají výpravy ke zbytkům přírodních národů žijícím v horách nebo do ptačí rezervace na řece Baiyer. Každoročně v srpnu se ve městě koná velká přehlídka místního folklóru nazvaná Mount Hagen Cultural Show.
Město s okolím je známo pěstováním kávovníku.